# 호헤베인

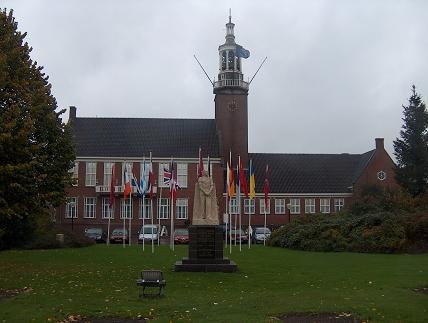
호헤베인

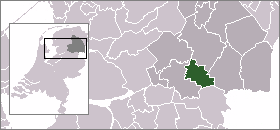
호헤베인의 위치

호헤베인(네덜란드어: Hoogeveen)은 네덜란드 북동부 드렌터주의 도시로 면적은 129.25km2, 높이는 12m, 인구는 54,733명(2014년 5월 기준), 인구 밀도는 429명/km2이다.

시기
시 문장